# Kirche Goldbach (Ostpreußen)
Die Kirche Goldbach (russisch Кирха Голдбаха) im ostpreußischen Kreis Wehlau war ein auf das 14. Jahrhundert zurückgehender Saalbau aus Feldsteinen und Ziegeln und wurde 1706 grundlegend wiederhergestellt. Bis 1945 diente sie als evangelisches Gotteshaus in der heute Slawinsk genannten Siedlung in der russischen Oblast Kaliningrad (Gebiet Königsberg (Preußen)).

## Geographische Lage
Das heutige Slawinsk liegt an der russischen Fernstraße R 512 etwa in der Mitte zwischen den Rajonshauptstädten Gwardeisk (Tapiau) und Polessk (Labiau). Beide Städte sind auch die nächsten Bahnstationen an den Bahnstrecken Kaliningrad–Nesterow (Königsberg–Stallupönen/Ebenrode) – einstige Preußische Ostbahn – zur Weiterfahrt nach Litauen und ins russische Kernland bzw. Kaliningrad–Sowetsk (Königsberg–Tilsit). Bis 1945 war Goldbach Bahnstation an der Bahnstrecke Tapiau–Labiau der Wehlau–Friedländer Kreisbahnen. 
Der Standort der Kirche war auf einer leichten Anhöhe mitten im alten Dorf, die noch heute erkennbar ist.

## Kirchengebäude

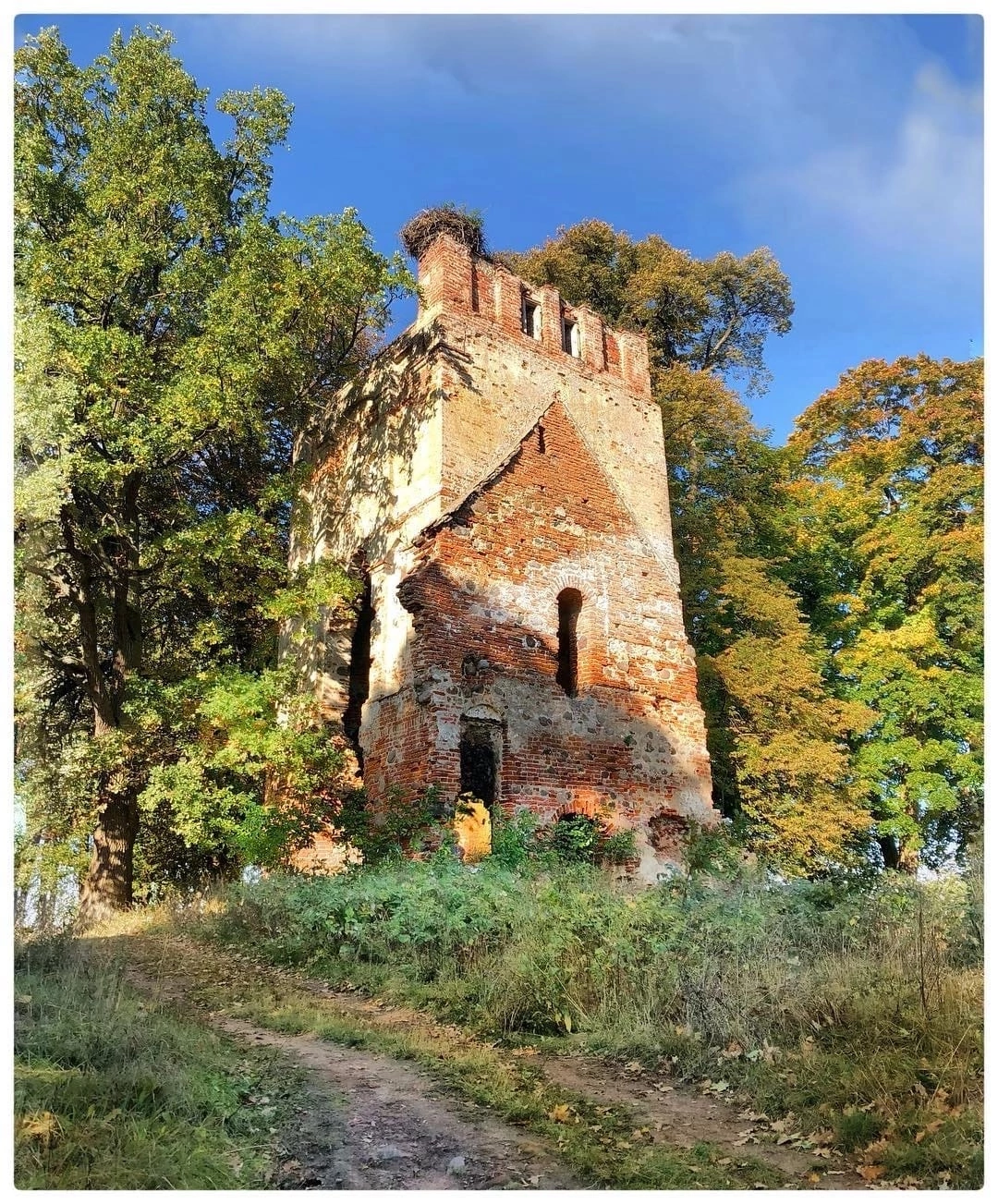
Ruine der Dorfkirche

Bei der Kirche Goldbach handelte es sich um einen Saalbau mit vorgesetztem Turm und war aus Feldsteinen und Ziegeln errichtet. Die starken Mauern ließen auf einen Ursprung als Wehrkirche schließen. Die Gründung des Bauwerks reicht bis in die Anfangsjahre des 14. Jahrhunderts zurück. 
Im Jahre 1706 wurde eine grundlegende Wiederherstellung vorgenommen. Bei dieser Maßnahme ging den Verantwortlichen das Geld aus. Es kam zu gerichtlichen Auseinandersetzungen mit den Handwerksbetrieben, die ein Urteil des Oberappellationsgerichts in Königsberg (Preußen) abschloss.  Eine finanzielle Zuwendung aus königlicher Schatulle linderte die Finanzmisere, die noch länger andauerte und erst mit Mitteln König Friedrich II. und einer Sammlung in allen ostpreußischen Kirchen beendet werden konnte.
Der Kircheninnenraum wurde von einer flachen Bretterdecke überdacht. Der im Zentrum stehende Kanzelaltar war eine nachträgliche Vereinigung des um 1672 entstandenen Altars und der um 1685 von Christian Klodssey gearbeiteten Kanzel. Ein Taufengel sowie ein Beichtstuhl stammten ebenfalls aus der Werkstatt Klodsseys. Ob dieser auch an der Anfertigung des Kruzifixes vor dem Kanzelaltar mitgewirkt hat, ist nicht mit Sicherheit auszumachen.
Die 1859 eingeweihte Orgel stammte aus der Werkstatt von Scherweit in Königsberg (Preußen). Die Glocken trugen die Gussjahreszahlen 1741 und 1848.
Die Goldbacher Kirche überstand den Zweiten Weltkrieg unbeschadet. In der Folgezeit wurde sie zweckentfremdet und als Lagerhalle genutzt. In den 1970er Jahren dann begann ihr Verfall, als das Dach einfiel und große Teile des Mauerwerks vom Kirchenschiff entwendet wurden. Übrig sind heute der Turm als Ruine ohne Dach sowie einige Mauerfragmente.

## Kirchengemeinde
Bereits in vorreformatorischer Zeit war Goldbach ein Kirchdorf. 1404 erschien erstmals ein Pfarrer in den Akten. Die Reformation fasste hier recht früh Fuß, so dass 1527 bereits ein lutherischer Geistlicher hier Dienst tat. Bis 1945 gehörte die Pfarrei Goldbach mit ihren 32 Kirchspielorten zum Kirchenkreis Wehlau (heute russisch: Snamensk) in der Kirchenprovinz Ostpreußen der Kirche der Altpreußischen Union. Im Jahre 1925 zählte die Kirchengemeinde insgesamt 3.000 Gemeindeglieder.
Aufgrund von Flucht und Vertreibung in Kriegsfolge sowie restriktiver Maßnahmen in der Sowjetzeit kam das evangelisch-kirchliche Leben in Goldbach bzw. Slawinsk zum Erliegen. 
Erst in den 1990er Jahren entstanden im Gebiet der Oblast Kaliningrad neue evangelisch-lutherische Gemeinden. Slawinsk liegt im Einzugsgebiet zweier solcher Gemeinden: im Süden Gwardeisk (Tapiau) und im Norden Turgenewo (Groß Legitten). Beide sind Filialgemeinden der Auferstehungskirche in Kaliningrad (Königsberg) in der Propstei Kaliningrad der Evangelisch-lutherischen Kirche Europäisches Russland.

### Kirchspielorte
Das Kirchspiel Goldbach umfasste bis 1945 insgesamt 32 Orte und kleinere Ortschaften (* = Schulorte):
| Name                                   | Russischer Name |  | Name                                    | Russischer Name |
| -------------------------------------- | --------------- |  | --------------------------------------- | --------------- |
| Adamswalde                             |                 |  | Klein Köwe                              |                 |
| Augstupöhnen, 1938–46: Uderhöhe        | Demidowo        |  | Klein Kuglack                           |                 |
| Garbeningken                           |                 |  | Klein Uderballen, 1938–46: Kleinudertal | Talalichino     |
| *Goldbach                              | Slawinsk        |  | Lischkau                                | Jastrebki       |
| *Groß Fritschienen                     | Ostrikowo       |  | *Moterau                                | Sabarje         |
| Groß Grünlauken                        |                 |  | Perkeisten                              | Nachimowo       |
| Groß Keylau                            | Poddubnoje      |  | *Perkuiken                              | Nachimowo       |
| Groß Schleuse                          |                 |  | Perpolken                               | Belowo          |
| Groß Köwe                              | Sowchosnoje     |  | Roddau                                  | Nachimowo       |
| Groß Kuglack                           | Jassenskoje     |  | Rosenfelde                              |                 |
| *Groß Uderballen, 1938–46: Großudertal | Demidowo        |  | Rosenwalde Kreis Labiau                 |                 |
| Heinrichshof                           | Plodowoje       |  | Schönbruch                              |                 |
| Karpau                                 | Jarki           |  | Szillenberg, 1936–46: Schillenberg      | Lukjanowo       |
| Klein Fritschienen                     | Ostrikowo       |  | Szillenbruch, 1936–46: Schillenbruch    | Kostjukowo      |
| Klein Grünlauken                       | Wekowoje        |  | Wilhelminenhof Kreis Wehlau             | Nachimowo       |
| Klein Keylau                           |                 |  | Wilmsdorf                               | Ramenskoje      |

### Pfarrer
Von der Zeit der Reformation bis zum Kriegsende 1945 amtierten in Goldbach als evangelische Geistliche die Pfarrer:
| - NN., 1527 - NN., ab 1537 - Johann Weiß, 1562 - Wolfgang Hebelt, 1576 - Johann Prätorius, 1577 - Lambert Wengius, 1580–1600 - Friedrich Häupt, 1620–1640 - Johann Möller, 1640–1673 - Balthasar Tilesius, 1673–1688 - Johann Georg Rosenberger, 1688–1735 | - Johann Christoph Huhn, 1735–1776 - Gottfried Arnold Schultz, 1776–1807 - Johann Jacob Ebel, 1807–1823 - Karl Ludwig Streck, 1823–1829 - Carl Heinrich Ostermeyer, 1829–1834 - Johann Benjamin Schuchardt, ab 1834 - Adalbert J.J. von Schäwen, 1844–1873 - Carl Heinrich Es. Wachhausen, 1874–1909 - Johannes Seemann, 1909–1938 - Ernst Struwe, 1939–1945 |

### Kirchenbücher
Einige Kirchenbücher aus dem Kirchspiel Goldbach haben sich erhalten und werden heute im Evangelischen Zentralarchiv in Berlin-Kreuzberg aufbewahrt:
- Taufdokumente: 1842 bis 1863, Namensverzeichnisse 1801 bis 1845
- Traudokumente: 1842 bis 1857, Namensverzeichnisse 1801 bis 1857
- Begräbnisdokumente: 1842 bis 1872, Namensverzeichnisse 1801 bis 1847.